# St. Peter und Paul (Engelskirchen)

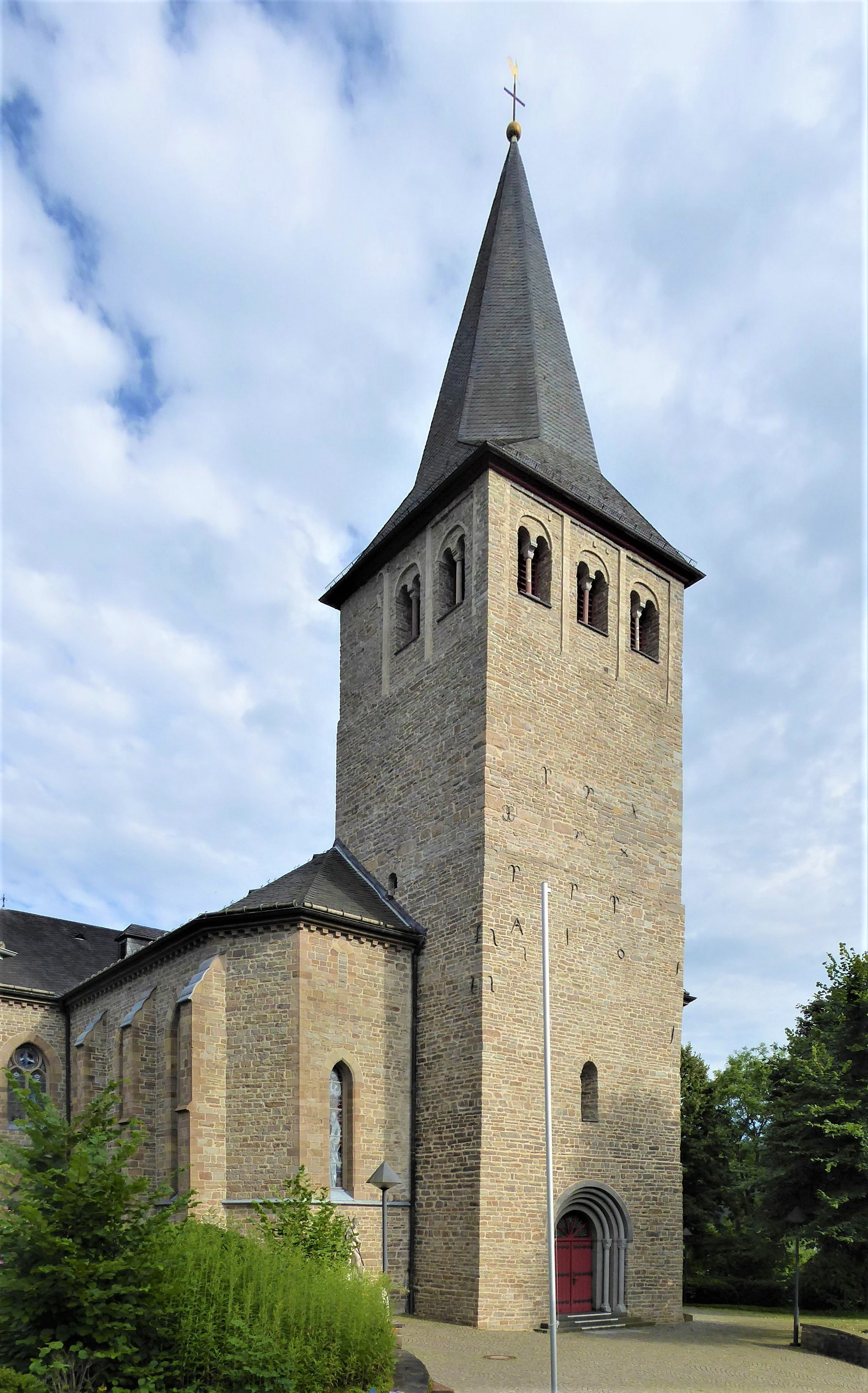
Kirche St. Peter und Paul

Die römisch-katholische Pfarrkirche St. Peter und Paul ist ein denkmalgeschütztes Kirchengebäude in Engelskirchen, einer Gemeinde im Oberbergischen Kreis (Nordrhein-Westfalen).

## Geschichte und Architektur

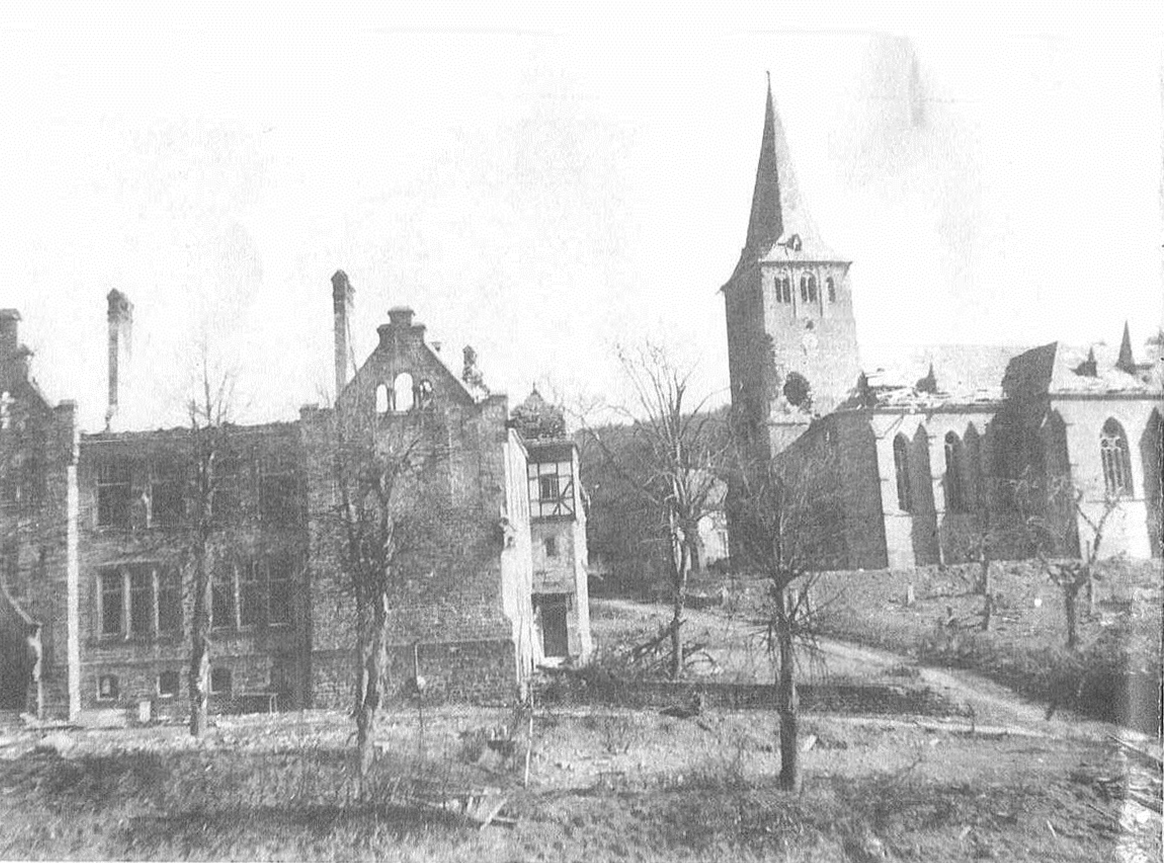
Die Kirche nach den alliierten Luftangriffen

Der Ursprung der Kirche liegt im 13. Jahrhundert. Aus dieser Zeit stammt auch noch der massive Westturm. Seit der Abtrennung von der Mutterpfarre St. Severinus in Lindlar im Jahre 1554 ist sie selbständig. Für die Vielzahl der Gläubigen soll das Gotteshaus im 19. Jahrhundert zu klein geworden sein, so dass man nach langjährigen Spendenaktionen das Schiff der Kirche abbrach. Neu errichtet wurde dann ein dreischiffiges neugotisches Langhaus auf Rundpfeilern mit Querhaus und ausgezogenem Hauptchor von einem Joch. Die Nebenchöre schließen halbrund, sie werden von Sakristeien flankiert. Der Turm wird von je drei gekuppelten Schallöffnungen im Glockengeschoss gegliedert, die Schieferpyramide wurde ihm 1601 aufgesetzt. 1943 bis 1945 fanden hier zeitweise obdachlose Kölner und ausländische Zivilgefangene Aufnahme. 
Noch in den letzten Kriegstagen zerstörten bei einem Fliegerangriff zwei Sprengbomben einen Teil der Kirche. Die Bomben schlugen in Seitenschiff und Turm ein und brachten das Gewölbe zum Einsturz. Drei Jahre später erfolgte eine notdürftige Renovierung, zu Beginn der 1970er Jahre behob man dann die Schäden aus der Kriegszeit gründlicher. Das ursprüngliche Gewölbe im Langhaus wurde durch eine flache Faltdecke ersetzt. Später wurde noch eine Sakristei angebaut.